# Giuseppe Pettine
Giuseppe Pettine (né Giuseppe Antonio Luigi Pettine le 13 février 1874 à Isernia, décédé en 1966) est un mandoliniste virtuose italo-américain, professeur et compositeur.

## Biographie
Pettine a commencé à étudier la mandoline avec Camille Mastropaolo à un âge très précoce. Après le départ de la famille Pettine aux États-Unis en 1889 et son installation à Providence (Rhode Island), Giuseppe a été considéré comme un enfant prodige de la mandoline en raison de ses grandes prestations en concert. Raffaele Calace (1863-1934) a dédicacé son premier concerto pour mandoline op. 113 à Pettine, son compatriote et ami, en raison de ses dons et de sa passion pour la mandoline.
Pettine a été membre du Big Trio, un trio formé par le guitariste William Foden (en), le joueur de banjo Frederick Bacon et Giuseppe Pettine à la mandoline. Il a publié une méthode pour la mandoline en 1896, et un enseignement complet en sept volumes pour la mandoline, intitulé Pettine's Modern Mandolin School.  Il est aussi devenu un professeur de la technique de la mandoline italienne. Parmi les élèves américains issus de son école de mandoline, on trouve William Lieu Jr. (1889-1959) et Alfonso Balasone (Albert Bellson, 1897-1977). Aujourd'hui la méthode Pettine est toujours considérée comme l'un des ouvrages les plus complets pour mandoline jamais publiés.
Pettine est décédé en 1966.

## Conception de mandolines

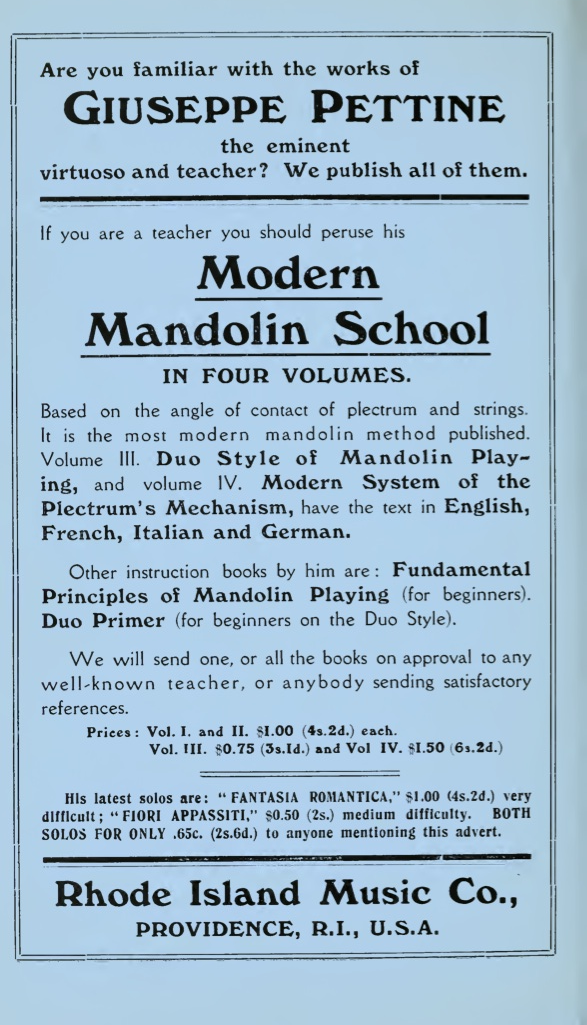
Publicité en 1914 pour les livres de l'enseignement de la mandoline de Pettine et du livre The Guitar and Mandolin de Philip J. Bone.

Outre les activités précédentes, Pettine était préoccupé par le développement et la production de mandolines de qualité. Pour cela, il a travaillé en étroite coopération avec VEGA la société de musique bien connue de fabricants d'instruments à Boston, pour la création de la Giuseppe Pettine Spécial, une mandoline pour soliste inspirée de la mandoline napolitaine moderne conçue par la famille de luthiers Vinaccia à Naples.

## Le compositeur
Comme compositeur, il a grandement contribué au répertoire de la mandoline en écrivant de la musique originale pour la mandoline seule ou pour la mandoline en combinaison avec d'autres instruments. Ses œuvres comprennent son concerto en trois mouvements intitulé Concerto Patetico pour mandoline et accompagnement de piano. Ce concerto existe également dans une version inachevée et non publiée pour mandoline et orchestre composé de vents et cordes pincées. Les parties orchestrales ont été écrites pour la première et seconde mandoline, mandole, mandoloncello, basse, banjo ténor, flûte, flûte piccolo, clarinette en la, basson, cor en fa et timbales.
Une autre des compositions de Pettine pour mandoline seule est sa Fantasia Romantica, une œuvre importante dans laquelle, il souligne les merveilleuses possibilités de l'instrument en incluant des harmoniques rarement entendues, à la fois naturelles et artificielles, avec des arpèges d'accords et des passages de très haute virtuosité.

### Liste partielle des compositions
- Barcarola
- Berceuse
- Christmas Song
- Columbus March
- Elegy
- Evening Prayer
- Fantasia Americana
- Fantasia Romantica
- Holy Thoughts
- Longing
- Murmuring Brook
- My Old Kentucky Home
- Primo Concerto in Sol Maggiore, Patetico